# The Images
The Images är en ögrupp i Australien. Den ligger i delstaten Tasmanien, i den sydöstra delen av landet, omkring 80 kilometer sydväst om delstatshuvudstaden Hobart.